# هبة الله المؤيد في الدين
سيدنا هبة الله المؤيد في الدين بن سيدنا إبراهيم وجيه الدين (تُوفي: 1 شعبان 1193 هـ الموافق 13 آب 1779 م) كان الداعي المطلق الأربعين من طائفة البهرة الداوودية. خلف والده الداعي المطلق التاسع والثلاثين سيدنا إبراهيم وجيه الدين في المنصب الديني.

## الحياة
وُلِد سيدنا هبة الله عام 1713 م، وتلقى تعليمه على يد والده سيدنا إبراهيم وجيه الدين. أصبح داعيًا عام 1756 م (1168 هـ) وعمره ٤٣ عامًا. واستمرت فترة دعوته من ذلك الحين حتى وفاته عن عمر يناهز 68 عامًا (1780 م (1200 هـ)).
وفي عهده ظهرت جماعة من المنشقين تدعى البهرة الهباتية بقيادة إسماعيل بن عبد الرسول وبدعم من هبة الله بن إسماعيل.
سيدنا هبة الله المؤيد كان له ولدان. سيدي شمس الدين وسيدي قمر الدين. تزوج سيدي شمس الدين من ابنة سيدي خان وتزوج سيدي قمر الدين من ابنة ميا صاحب يوسف بن فيض الله.
وكان نواب المؤيد في الدين هم:
- موازين: سيدي لقمانجي بن الشيخ داود، سيدي خان بهادور، الشيخ فضل عبد الطيب، سيدي حمزة
- المكاسر: سيدي عبد موسى كليم الدين

## الخلافة
خلفت سيدنا عبد الطيب زكي الدين سيدنا هبة الله المؤيد في الدين بصفته الداعي الحادي والأربعين المطلق عام 1780 م (1200 هـ).

## معرض الصور
أوجاين دارغا

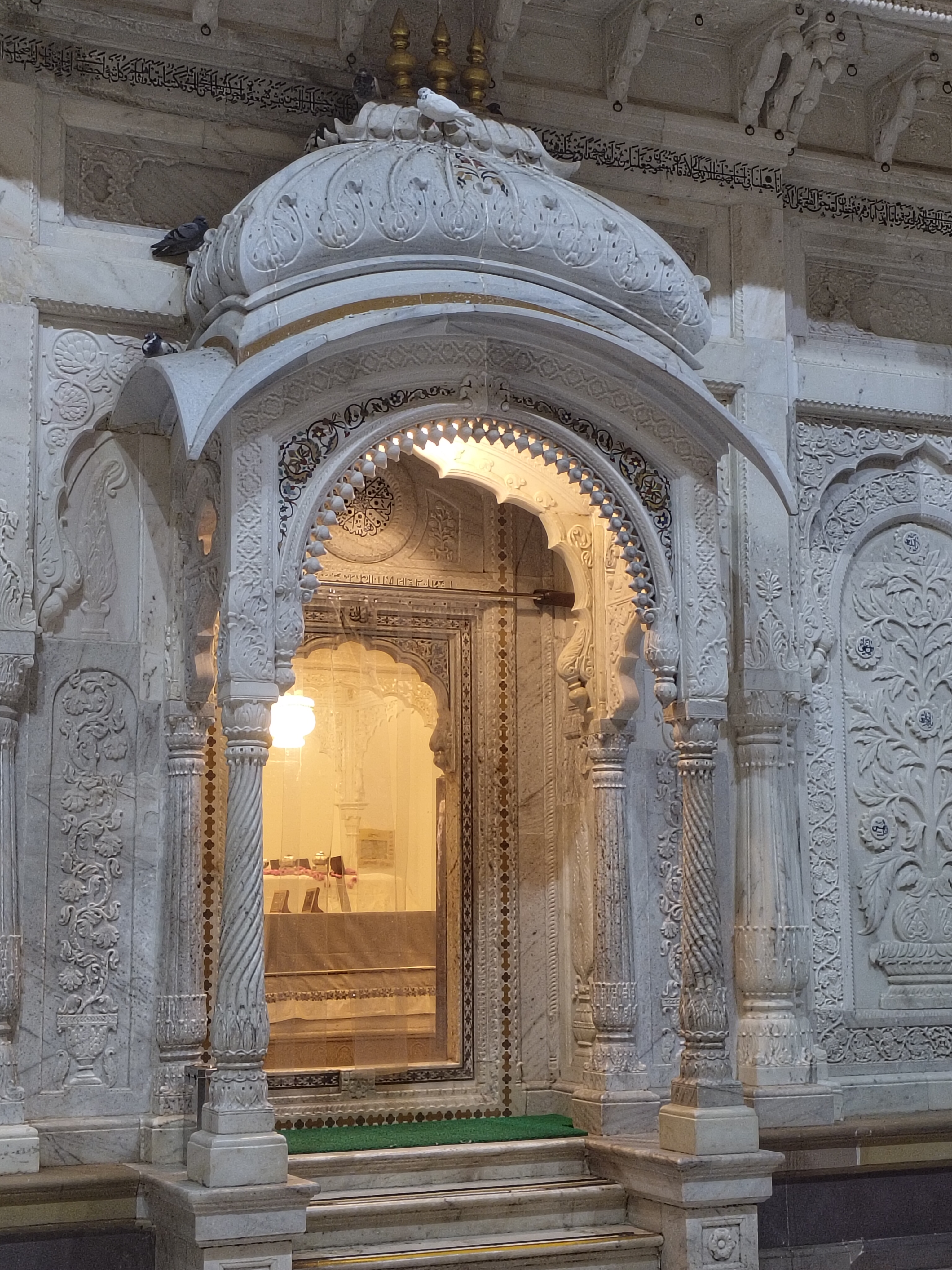
مدخل دارغا نجمي
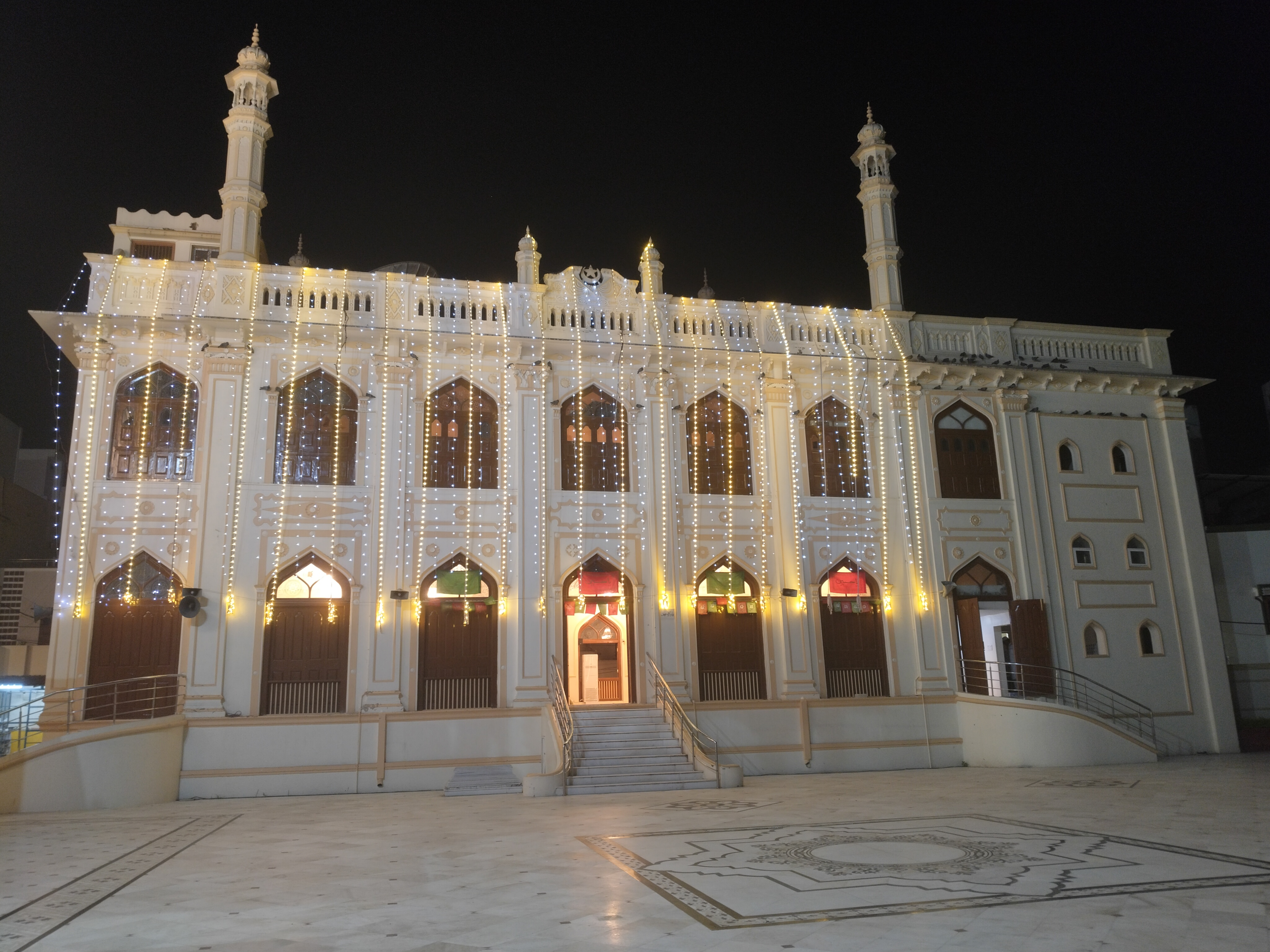
مسجد روجا، أوجاين
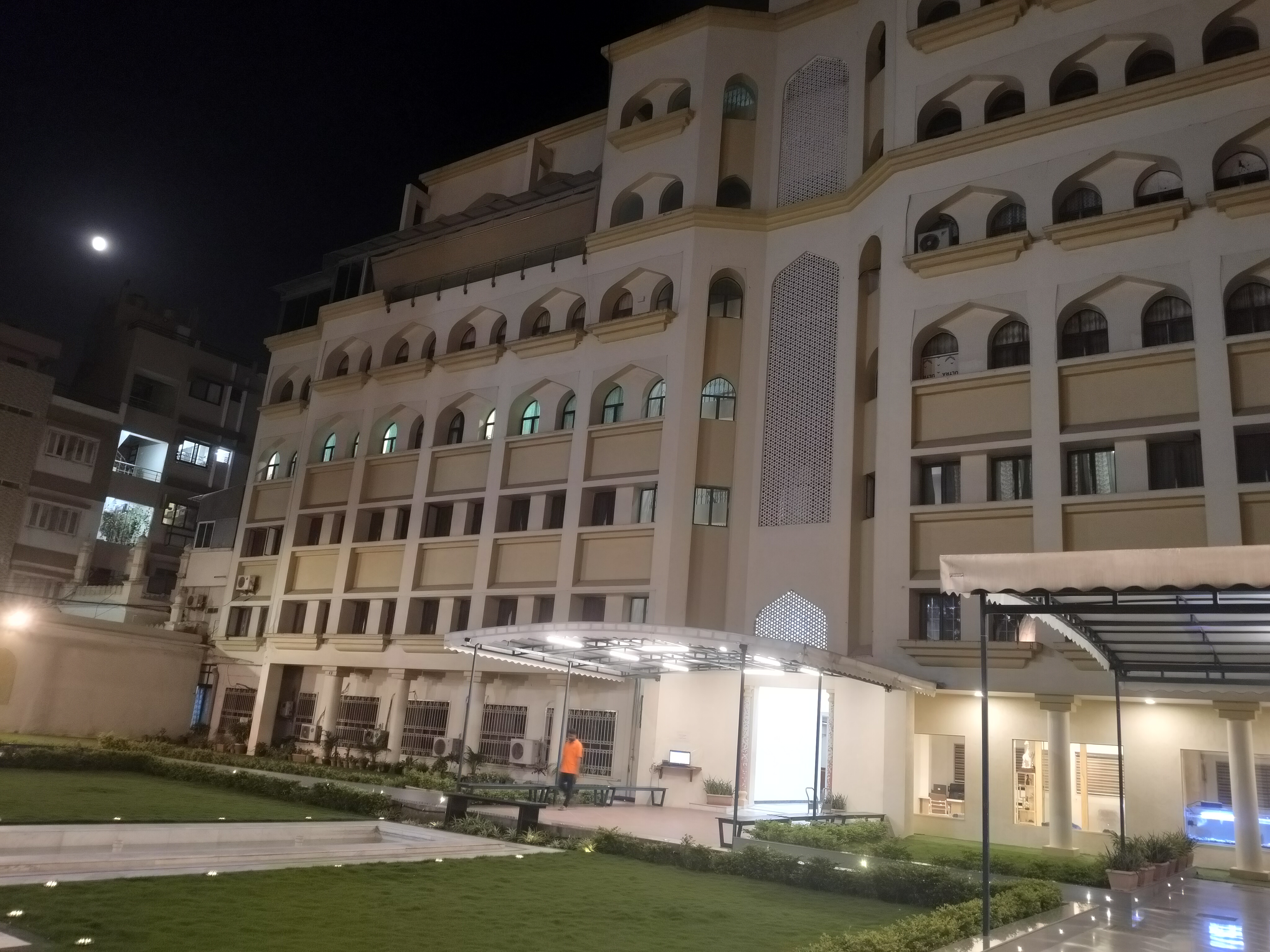
مرفق إقامة سكنية للزوار في ضريح نجمي
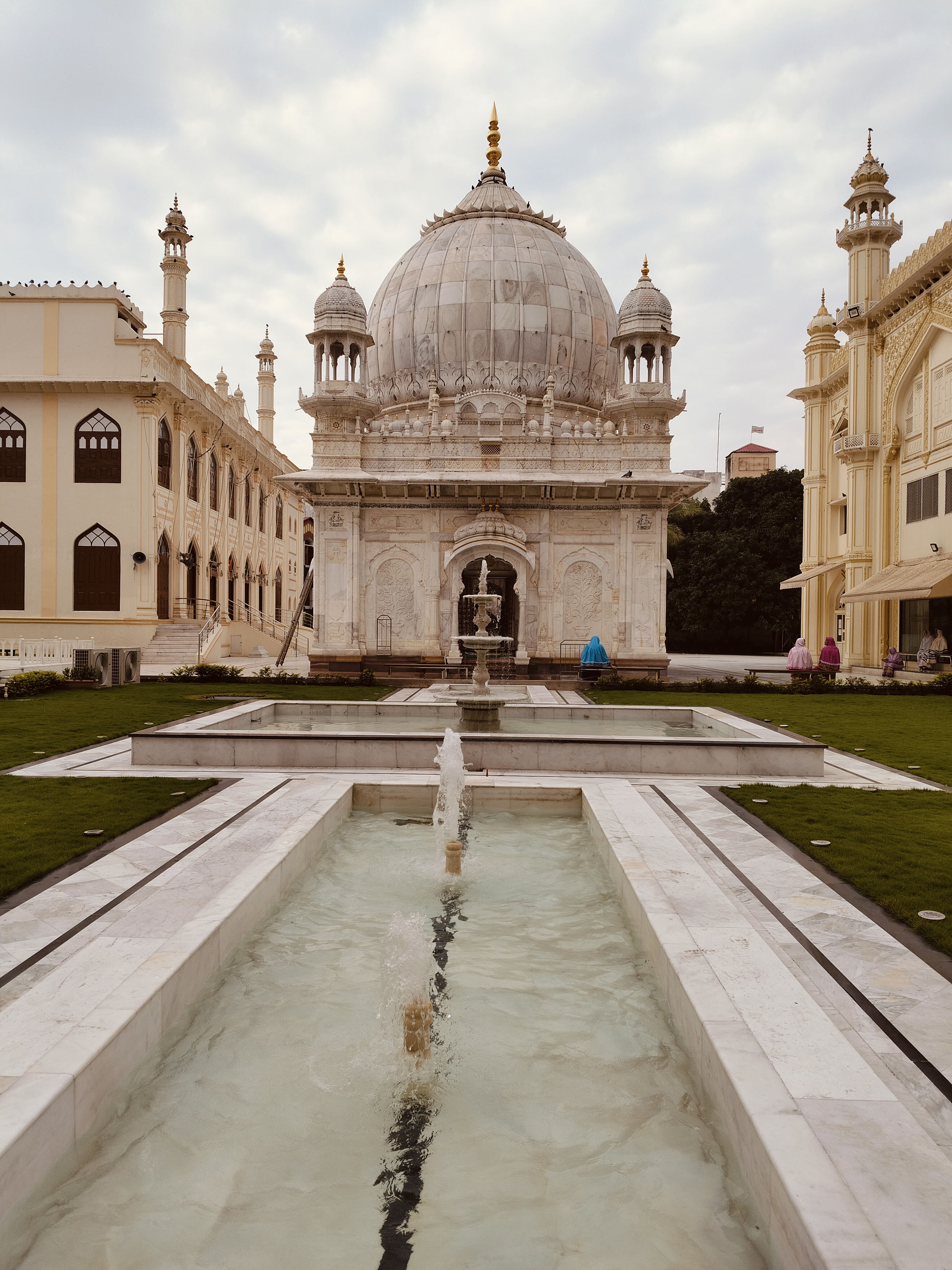
دارغا نجمي، أوجاين
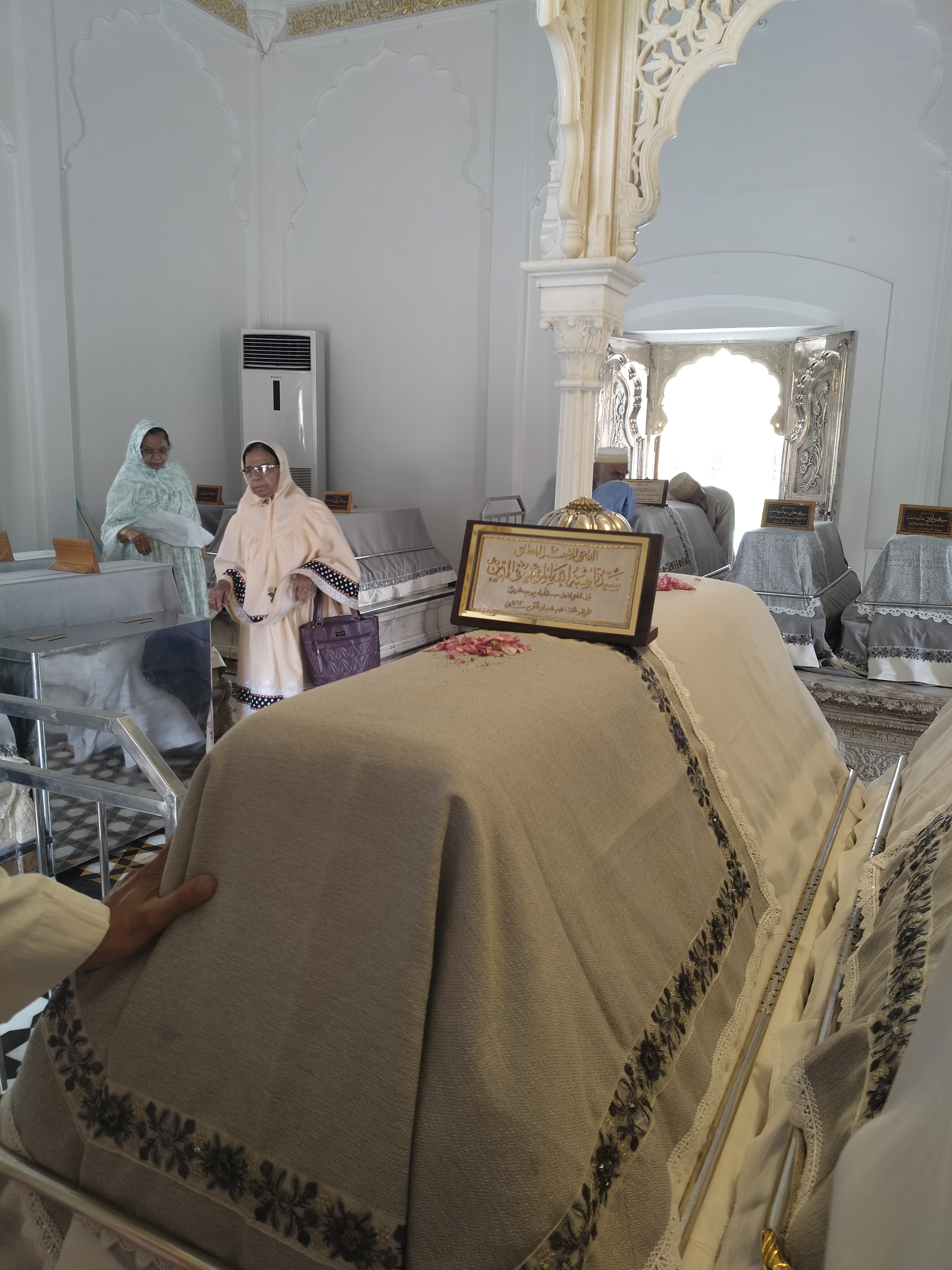
قبر سيدنا هبة الله المؤيد الدين
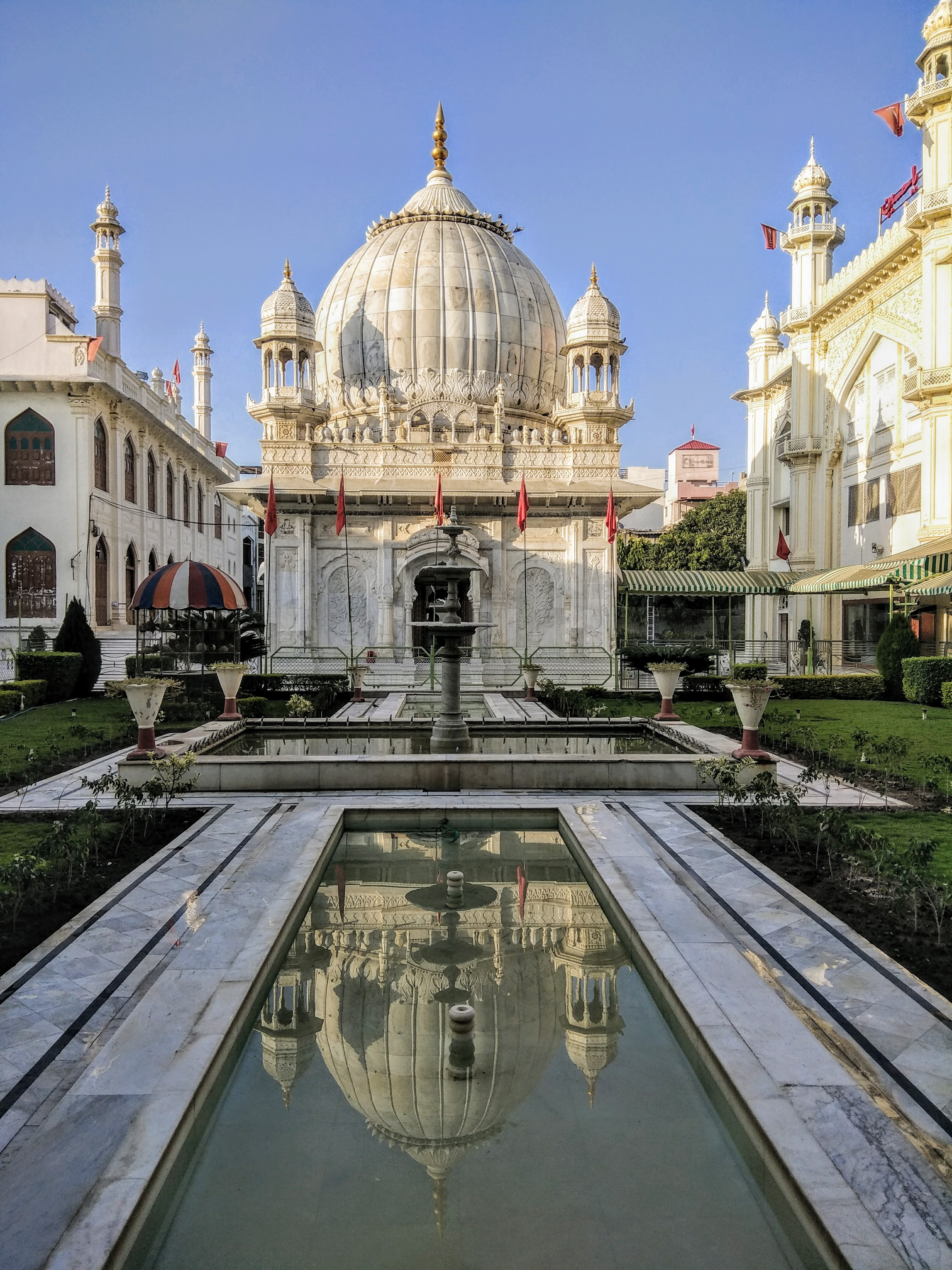
مزار نجمي حيث دُفن هبة الله

## قراءة إضافية
- Idris Imad al-Din ibn al-Hasan al-Quraishi (1970) [1488]. Uyun al-akhbar wa-funun al-athar fi faḍail al-Aimmah al-aṭhar. Silsilat al-turāth al-Fāṭimī. ترجمة: Mustafa Ghalib. Dar al-Andalus. ج. 6. ص. 738. LCCN:n85038131. مؤرشف من الأصل في 2025-07-13.
- Farhad Daftary (1992). The Isma'ilis: Their History and Doctrines. دار نشر جامعة كامبريدج. ISBN:9780521429740. مؤرشف من الأصل في 2025-07-19 – عبر books.google.com.
- Mamujee Hassanally، Yusuf (2017). Gems of History: A Brief History of Doat Mutlaqeen. Colombo: Alvazaratus Saifiyah. مؤرشف من الأصل في 2025-07-13.

| ألقاب شيعيَّة                                                     | ألقاب شيعيَّة                                       | ألقاب شيعيَّة                                  |
| --------------------------------------------------------------- | ------------------------------------------------- | -------------------------------------------- |
| هبة الله المؤيد في الدين الداعي المطلقولد: 1713 AD توفي: 1779 م |                                                   |                                              |
| سبقه إبراهيم وجيه الدين                                         | الداعي الأربعون المطلق 1168–1193 هـ / 1756–1780 م | تبعه أبو الطيب زكي الدين بن بدر الدين الثالث |